# Verbicioara
Verbicioara – wieś w Rumunii, w okręgu Dolj, w gminie Verbița. W 2011 roku liczyła 505 mieszkańców.